# Ћ
La Ћ, minuscolo ћ, chiamata će o tje, è una lettera dell'alfabeto cirillico. Viene usata solo nella lingua serba per rappresentare la consonante affricata alveolo-palatale sorda IPA /ʨ/, il suono prodotto in serbo da una consonante occlusiva alveolare sorda per iotizzazione. È una lettera tradizionale serba, la sola non inventata da Vuk Stefanović Karadžić ma semplicemente da lui introdotta.
Essendo la desinenza più comune per i cognomi serbi la traslitterazione di Ћ nell'alfabeto latino è molto importante, comunque ci sono molti modi di traslitterarla. Al giorno d'oggi viene usata in larga misura la forma ć o, senza il segno diacritico, c. Traslitterazioni meno frequenti sono tj, cj, e ch (usata anche per la Ч soprattutto in ambito anglosassone).
Anche se è una delle lettere appartenenti esclusivamente al serbo, Ћ è anche la lettera con cui inizia la parola serba per "alfabeto cirillico" (Ћирилица) e di larghissimo uso nel serbo.
I corrispondenti codici HTML sono: &#1035; o &#x40b; per il maiuscolo e &#1115; o &#x45b; per il minuscolo.